# Rhinoestrus vanzyli
Rhinoestrus vanzyli är en tvåvingeart som beskrevs av Zumpt och Bauristhene 1962. Rhinoestrus vanzyli ingår i släktet Rhinoestrus och familjen styngflugor. Inga underarter finns listade i Catalogue of Life.